# Saint-Michel (Loiret)
Saint-Michel ist eine französische Gemeinde mit 149 Einwohnern (Stand 1. Januar 2022) im Département Loiret in der Region Centre-Val de Loire. Sie gehört zum Kanton Le Malesherbois und zum Arrondissement Pithiviers. 
Sie grenzt im Norden an Batilly-en-Gâtinais, im Osten an Beaune-la-Rolande, im Südosten an Montbarrois und im Südwesten und im Westen an Boiscommun.

## Bevölkerungsentwicklung
| Jahr      | 1962 | 1968 | 1975 | 1982 | 1990 | 1999 | 2008 | 2018 |
| --------- | ---- | ---- | ---- | ---- | ---- | ---- | ---- | ---- |
| Einwohner | 145  | 125  | 119  | 129  | 115  | 143  | 120  | 129  |

## Sehenswürdigkeiten
- Schloss von Saint-Michel, Monument historique

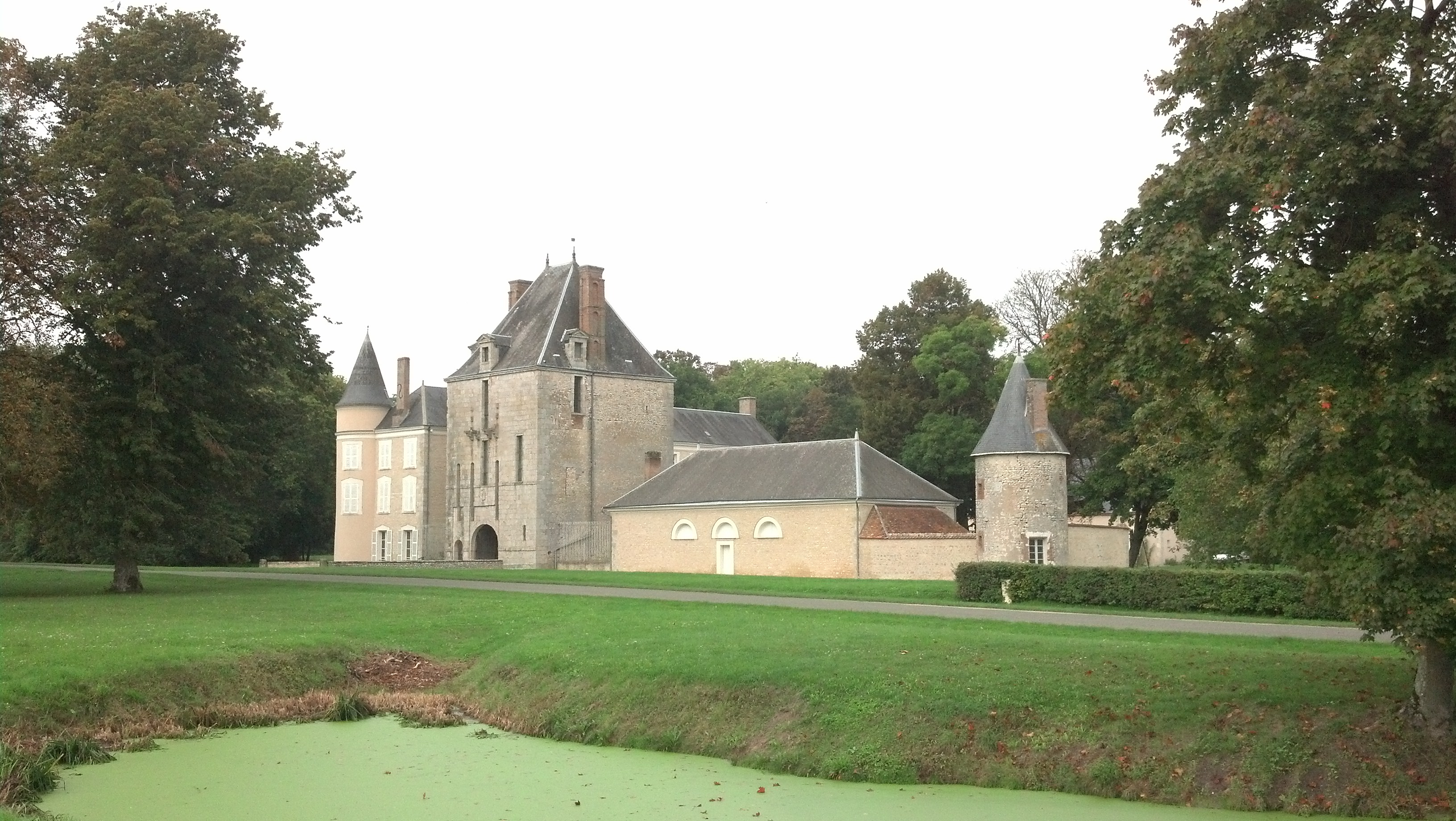
Schloss von Saint-Michel